# Византийская литература

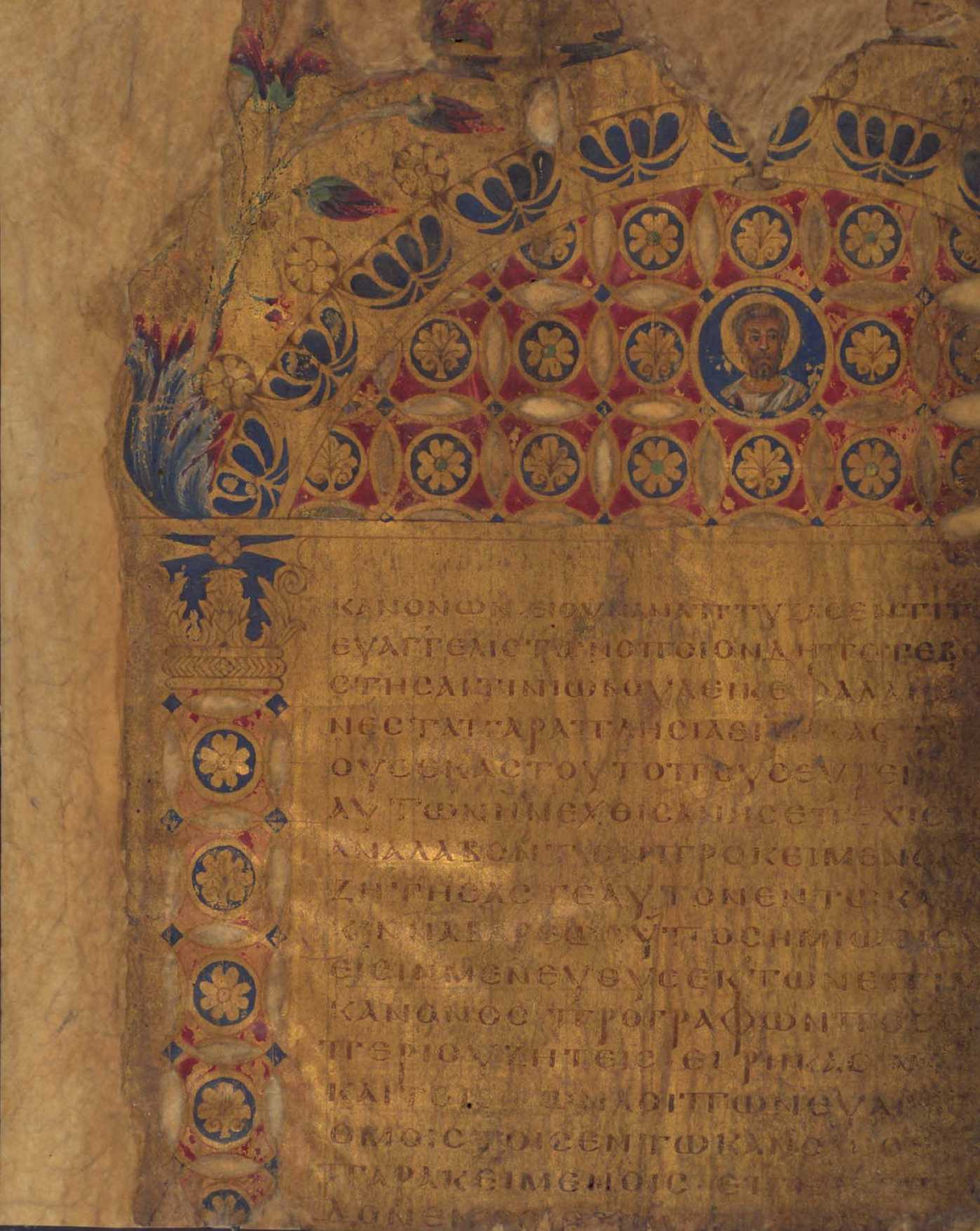
Богато украшенное Византийское Евангелие XI века

Византи́йская литерату́ра — в широком смысле — вся совокупность текстов, написанных в период существования Византийской империи. Корпус византийских текстов чрезвычайно обширен, и не существует его общеупотребительной классификации. Традиционно выделяют светскую «высокую», светскую простонародную и духовную литературы, однако такое деление, смешивающее стилистические и содержательные аспекты, затрудняет его практическое использование. Предложенное американским византинистом Игорем Шевченко деление в соответствии со стилистическими особенностями («высокая», «средняя» и «низкая» литература) также не учитывает все нюансы произведений. В языковом отношении к византийской литературе причисляют тексты, написанные на среднегреческом языке вне зависимости от места создания. Хронологические рамки устанавливают от начала IV века — середины VI века и до середины XV века. В эстетическом отношении византийская литература следовала общим трендам византийской культуры, ценность которой в общем и целом долгое время оценивалась существенно ниже, чем предшествующей античной.
По сравнению с античной литературой, претерпела изменение жанровая структура. Драматический жанр и поэзия, критикуемые за безнравственность, были заменены литургической литературой и духовными гимнами; светская поэзия существовала преимущественно в форме эпиграмм. Формами, подходящими для выражения моральных ценностей, считались проповеди, житийная литература, гномы и увещевания. Вопрос межличностных отношений в литературе был раскрыт достаточно слабо, а эпистолография преимущественно сводилась к стандартным формулировкам и ситуациям. Историография, напротив, процветала.
Византийскую поэзию подразделяют на светскую и духовную, а также по языку, высокому или простонародному. От поэтических произведений требовалось соответствие классическим образцам и размерам, преимущественно использовались гекзаметр, додекасиллабика и анакреонтика. На начальном этапе в IV—VI веках существовало широкое разнообразие светских поэтических жанров. Под влиянием риторических приёмов «второй софистики» получили распространение экфрасисы. В период «Тёмных веков» возник жанр придворного эпоса. В ходе Македонского возрождения продолжилось усвоение античного наследия. Прозаические надгробные речи принимают вид стихотворных монодий, развивается жанр эпитафий и сатирической поэмы, предпринимаются попытки подражания греческой драме. Архаизированные поэтические произведения создавались в узком кругу образованной элиты и с трудом воспринимались большинством византийцев. Не сохранилось поэтических произведений на народном языке, написанных ранее XI века. Позднее появляются произведения, ориентированные на более широкую аудиторию, в том числе детская и политическая поэзия. Рифма встречается исключительно в куплетах народных произведений.

## Определение византийской литературы
В византинистике литература обычно определяется как вся совокупность написанных текстов, не делая различия между литературой и письменностью. По такому принципу построены как основополагающая для изучения византийской литературы монография Карла Крумбахера «Geschichte der byzantinischen Literatur» (1891), представляющая перечень и описание наиболее важных византийских текстов, известных к концу XIX века, так и появившиеся во второй половине XX века труды Герберта Хунгера и Ханса Георга Бека. Иного подхода придерживается известный византинист Александр Каждан, понимавший литературу «не как совокупность написанных текстов, но как систему способов и средств, которым пользуются авторы, чтобы выразить себя». Согласно его мнению, каждый автор заслуживает того, чтобы быть изученным сам по себе, вне «вечного постоянства» жанров. Именно вносимая автором «суперинформация» делает тексты литературными, в отличие от текстов практической направленности (хозяйственных, юридических, военных).
Дискуссионным является вопрос о хронологических рамках, в которых создавались произведения византийской литературы. Если верхняя граница периода очевидна, это падение Константинополя и разрушение Византийского государства в 1453 году, то относительно его начала среди исследователей единого мнения нет. Карл Крумбахер начинает своё исследование с начала правления императора Юстиниана I в 527 году, что было обусловлено спецификой стоящей перед ним задачи — молодому историку было поручено подготовить краткий очерк (нем. Abriss) византийской литературы, продолжив доведённую до 529 года (даты закрытия Платоновской Академии в Афинах) историю греческой литературы Вильгельма Криста. Учитывая сохраняющееся пренебрежительное отношение к средневековой греческой литературе как эстетически непривлекательной и педагогически бесполезной, одной из задач, которые поставил перед собой Крумбахер была легитимизация византийской литературы как предмета научного исследования. В предисловии к своему труду он заявил, что если классическая филология претендует на научность, она не должна оперировать такими субъективными критериями. Настаивая на непрерывности византийской и древнегреческой литературных традиций, немецкий учёный также утверждал наличие преемственности современной греческой литературы с ими обоими. В дальнейшем, последовательно развивая этот тезис, Карл Крумбахер обосновал необходимость рассмотрения всего комплекса связанных с Византией вопросов в рамках отдельной научной дисциплины — византинистики. Среди немецких византинистов последующих поколений длительное время сохранялась традиция связывать начало периода византийской литературы с Юстинианом, либо началом его правления, либо со смертью в 565 году или чуть ранее, относя литературную традицию предшествующих нескольких столетий к позднеантичной. Иным подходом руководствовался Александр Каждан, начав своё двухтомное исследование с 650 года, с начала «Тёмных веков» или «Монашеского возрождения» в Византии, увязав такой выбор с лингвистическими соображениями, поскольку к указанной дате Византия преимущественно утратила территории, населённые носителями сирийского, коптского и латинского языков. Хотя при этом на территории Византии продолжили создаваться книги на армянском и еврейском языках, их исследователь предлагает считать произведениями изолированных сообществ и не рассматривает.

## Периодизация
В ходе исторического развитии византийской литературы выделяют несколько периодов.
- В первый из них, отсчитываемый от античности до середины VII века, престижные лингвистические формы основывались на литературной традиции Древних Афин и аттицизме Римской империи. Постклассические авторы, рассматривавшиеся позднее как эталоны стиля, например оратор IV века Либаний, допускали использование конструкций, не известных писателям классического периода. Некоторые конструкции с разделительным генитивом, не употреблявшиеся древними, тем не менее использовались ранневизантийскими авторами с целью произвести на читателя впечатление «классичности». Важным новшеством периода стало начало использования аттических приёмов церковными авторами, первоначально с целью повышения действенности проповеди христианства среди образованных язычников[10]. В качестве «моста» между классической и византийской литературой называют произведения риторов второй софистики. Публичные выступления софистов, их речи и описания различных предметов и явлений, производили сильное впечатление на современников[11].
- период Тёмных веков, в которые было создано крайне мало литературных произведений;
- возрождение в IX—X веках;
- с XI века по середину XIII века;
- XIII—XV века.

## Язык и стиль византийской литературы

### Общая характеристика
Согласно восходящей к Крумбахеру основной классификационной схеме, с небольшими изменениями принятой Францем Дёльгер, Андре Гийу и Гербертом Хунгером, основным классификационным критерием является язык произведений. В соответствии с данным критерием, выделяют «высокую» и «народную» литературу. «Высокая», в свою очередь, подразделяется на духовную и светскую, а «народная» на прозу и поэзию, с выделением в каждом из жанров своих поджанров. Такой подход, по мнению А. Каждана, не позволяет построить непротиворечивую таксономию, и является в своей основе анахронистичным.
Как правило, язык византийской «высокой» литературы считают идентичным древнегреческому. В результате византийские авторы в их стилистической и лингвистической взаимосвязи между собой редко привлекают внимание исследователей, уделяющих больше внимания степени владения авторами древнегреческой грамматикой и способами её практического применения. В такой парадигме язык византийских литературных произведений понимается как один из регистров языка, располагающийся между разговорным и языком классической древности. Один из подходов к анализу взаимосвязей внутри корпуса византийских текстов опирается на теорию уровней стиля, сформулированную в начале 1980-х годов в ходе инициированной Гербертом Хунгером и Игорем Шевченко дискуссии. Как отмечает американский историк, в византийских теориях литературного стиля присутствовала некоторая путаница. Некоторые из авторов, например Михаил Пселл и Феодор Метохит, были знакомы с сочинением ритора I века до н. э. Дионисия Галикарнасского «О соединении слов», в котором развивалось аристотелевское учение о трёх стилях. Согласно Дионисию, существует три «характера» речи, каждому из которых античный теоретик сопоставил свой набор эпитетов. Строгому стилю присуще «большое», «широкое», «длинное», «пышное», «грозное», «свободное» и значительное, так писали Эмпедокл, Пиндар, Эсхил, Фукидид. Изящный стиль воспринимается как «гладкий», «полированный» и «выпуклый», ему присущи «цветущая свежесть» или «цветистая пестрота», «гладкость», «мягкость», наблюдаемые в поэзии Гесиода и Сафо, драмах Еврипида и речах Исократа. Согласно перипатетикам, наилучшим является средний стиль — «общедоступный», «родной» каждому, «простой», предназначенный для «общего блага», это — стиль Гомера, Геродота, Софокла, Демокрита, Демосфена, Платона и Аристотеля. Более популярной среди византийских теоретиков была система оратора начала III века Гермогена, также трёхчастная. В отличие от «вертикальной» системы стилей Дионисия, предложенное Гермогеном выделение в риторике юридической, свободной и панегирической «идей» можно назвать «горизонтальным». Наконец, византийцам было известно сочинение «О стиле» некоего Деметрия (I век), автора теории четырёх стилей. Деметрий различает два противоположных стиля, простой и сложный, и три не полностью обособленных — величественный, изящный и сильный.
Таким образом, отмечает Игорь Шевченко, когда византийцы говорили о «трёх стилях», они могли иметь в виду как классификацию по уровням стиля, так и по жанрам. Дополнительную трудность вызывает тот факт, что Дионисий, и вслед за ним некоторые комментаторы, в перипатетической логике отдают первенство среднему стилю, тогда как на практике большинство византийских авторов признавали главенство высокого. Например, Михаил Пселл, несколько раз обращаясь к теме деления стилей, высказывался в пользу среднего, практиковавшегося, по его мнению, Иоанном Златоустом. Однако в других местах, сравнивая Григория Назианзина с языческими ораторами, он производит сравнение по «идеям» или формам речей. Также Пселл различал произведения Назианзина по степени понятности, выделяя из них «доступные» для всех и для немногих. По мнению Шевченко, для целей практических исследований византинисты могут использовать методологию уровней стиля, популярную в Европе с конца XVIII века, восходящую к анонимному древнеримскому трактату I века до н. э. «Риторика для Геренния». Соответственно, Шевченко выделяет три уровня стиля:
- Высокий, использующий периодические структуры, сложное для понимания, пуристское словоупотребление, содержащий классицистские гапаксы, плюсквамперфектные глагольные формы и аттицизмы. Заимствования из Священного Писания встречаются редко или они косвенные, из классических авторов, напротив, часто[18].
- Средний менее ритмичен и в нём больше избыточных слов и клишированных выражений. Заимствования из христианской литературы встречаются чаще, чем из классической. Авторы избегают использования как явно устаревших слов, так и примет современного языка, византийского «койне»[18].
- Низкий часто использует паратаксис, заимствования необычных или не-греческих слов, его словоформы не аттические, а христианские заимствования преимущественно из Нового Завета и Псалтири[18].

Исследование Шевченко не получило дальнейшего развития, поскольку на многочисленных примерах была продемонстрирована ограниченность лингвистических критериев и высокая степень независимости византийских авторов от своих античных предшественников. Тем не менее, вплоть до настоящего времени оно считается «проницательным и крайне влиятельным».

### Аттицизм в Византии
Под аттицизмом применительно к литературе Византийской и Римской империй понимается следование образцам классической литературы Афин и Аттики, написанной на аттическом диалекте. В стилистическом отношении произведения авторов-классицистов весьма схожи, и нет значительной разницы между стилем Прокопия Кесарийского, и писавшего в XV веке Михаила Критовула. Степень выраженности классического стиля зависела от индивидуального мастерства автора, а не от времени, в которое он жил. Сами византийцы хорошо понимали ограничения, накладываемые различными стилями. Частым мотивом византийских авторов является отсылка к утилитарным мотивам, препятствующим им использовать высокий стили, или же на недостаток образованности. Так, в начале своего трактата «Об управлении империей» император Константин VII Багрянородный писал, обращаясь к своему сыну: «я воспользовался ясной и общедоступной речью, как бы беспечно текущей обыденной прозой, для изложения предстоящего, не удивляйся нисколько, сын мой. Ведь не пример каллиграфии или аттикизирующего стиля, торжественного и возвышенного, я старался представить, а заботился более, чтобы через простое и обиходное повествование наставить тебя в том, о чём, по моему мнению, тебе не должно пребывать в неведении». Для авторов религиозной литературы дополнительной причиной не использовать высокий стиль было стремление сделать свои произведения доступными для необразованного читателя. Наконец, писатель мог считать «горделивое слово» неуместным в контексте решаемой им задачи, как, например, агиограф V века Марк Диакон в своём житии Порфирия Газского, чьи «добродетельные дела возвеличивают самое изложение».

## Литературные формы и жанры

### Светская литература

#### Риторическая литература
Австрийский византинист Герберт Хунгер прослеживает греческую риторику от существовавшей с V века до н. э. традиции свободной речи в Древних Афинах. Византийцы следовали классической теории риторики Аристотеля, выделяя три её раздела: политическую, судебную и эпидейктическую. С течением времени значение сохранила только последняя, риторика утратила прикладной характер и стала академической дисциплиной. В I—IV веках развитие риторики происходило в рамках второй софистики. Граница между эпохой Второй софистики и началом византийской риторики чётко не определяется. Из вторых софистов на византийскую риторику наибольшее влияние оказали Гермоген Тарсский, Теон Александрийский и Менандр. Самый ранний комментарий на Гермогена был создан в V веке Сирианом Александрийским, множество их было создано после X века. С IV века риторическое образование было признано государством и церковью. Сборники риторических упражнений назывались прогимнасмы. Широкой известностью пользовались прогимнасмы Афтония Антиохийского.

#### Поэзия
Византийская поэзия возникла на основе изучения античных традиций и риторской практики второй софистики. У известных ораторов IV века Гимерия, Фемистия и Либания постоянно наблюдается смесь поэтической и прозаической речи, в результате их многочисленные ученики получали знания в классической поэзии и навыки стихосложения. Первыми значительными византийскими поэтами считаются епископы Григорий Назианзин и Синезий Киренский.

#### Историография

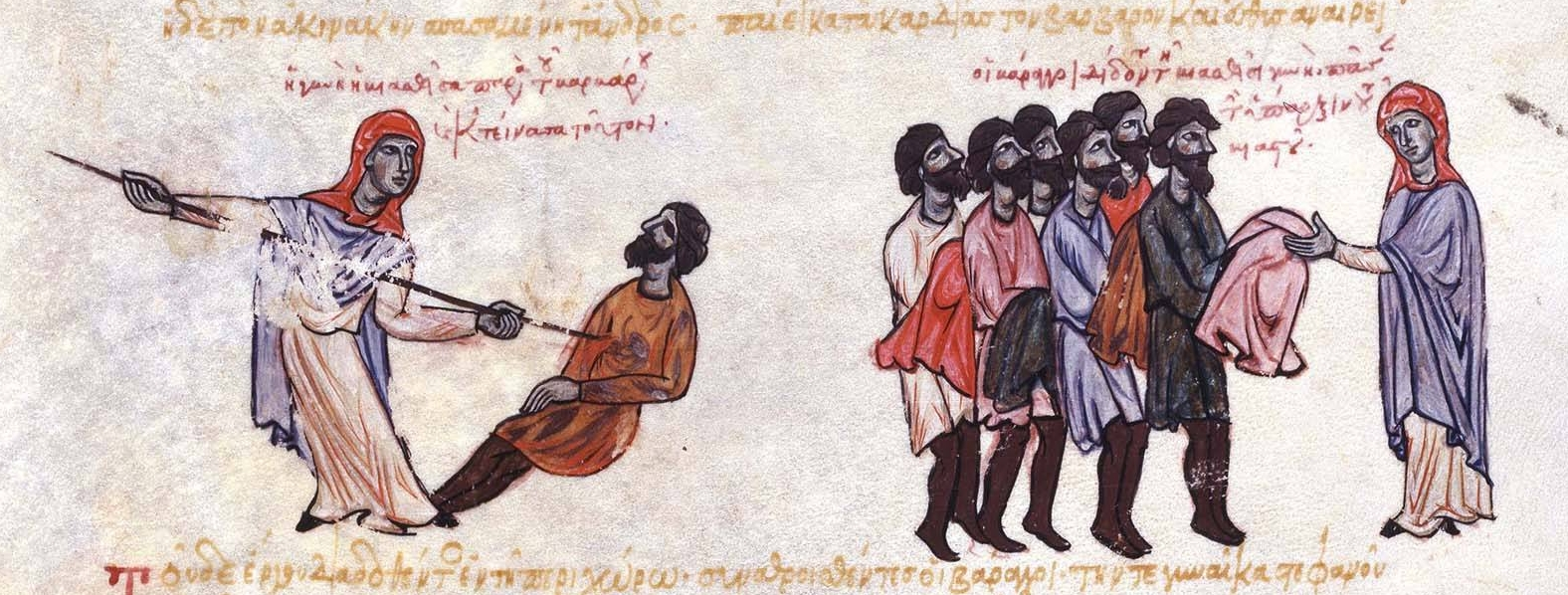
Иллюстрация к «Хронике Иоанна Скилицы»

#### Эпистолография
Эпистолография, искусство написания писем, в количественном отношении самый значительный из жанров византийской литературы. Искусство написания писем было популярно среди византийских интеллектуалов и рассматривалось как разновидность риторики. Как риторический жанр, византийская эпистолография воспроизводила классические эллинистические образцы, начиная от Платона, Аристотеля и посланий апостола Павла. Хотя написание писем практикуется со времён Хаммурапи, только у древних греков были впервые сформулированы теоретические принципы этого жанра. Старейшие практические руководства по написанию писем принадлежат (псевдо)-Деметрию Фалерскому, представителю второй софистики Филострату (ум. 247) и христианскому богослову Григорию Назианзину. Они сформулировали принципы, согласно которым читатель ожидает от автора письма прежде всего ясности мысли, выраженной кратко и талантливо. В VII веке эпистолярная традиция эпистолографии прервалась примерно на 150 лет. Затем жанр возродился в IX веке благодаря монаху Феодору Студиту, а наивысшего расцвета достигал в XI—XII и XIV—XV веках.
Существовали определённые правила написания писем: их размер, как правило, составлял около 400 слов, что позволяло письму уместиться на листе пергамента, они редко включали формулы приветствия и прощания, а также дату написания. Стиль их тщательно проработан и в нём можно проследить влияние эпидейктической риторики. Значительное внимание уделялось подчёркиванию отношений между автором письма и адресатом, вручение письма могло дополняться сопроводительным подарком или стихами. Письма раннего периода византийской истории написаны на латыни, греческом, коптском и сирийском языках, но начиная с VII века использовался исключительно греческий. В собраниях, как правило, сохранялись письма только одного из адресатов, но в некоторых случаях можно проследить общение с обеих сторон. Сохранившиеся письма принадлежат представителям всех слоёв византийского общества, от императоров до солдат и монахов.
До нашего времени дошли преимущественно литературные письма; частная переписка сохранилась практически исключительно на папирусах в Египте. Византийские письма оцениваются противоречиво в качестве исторического источника, и многими исследователями эта ценность вообще отрицается. Начиная со второй половины XX века исследование византийской эпистолографии развивается в нескольких направлениях: ведётся работа над научными изданиями сборников писем, пополняются просопографические базы данных и строятся графы, изучаются язык и стиль писем.